# (35409) 1997 YT13
1997 YT13 (asteroide 35409) é um asteroide da cintura principal. Possui uma excentricidade de 0.07755150 e uma inclinação de 7.11518º.
Este asteroide foi descoberto no dia 31 de dezembro de 1997 por Takao Kobayashi em Oizumi.